# Список губернаторів Каліфорнії (до 1850)

Сучасний прапор Каліфорнії, на якому зображений ведмідь і написано "Каліфорнійська республіка". Цей прапор є відсиланням до "Революції ведмежого прапора" і є зміненим прапором Каліфорнійської республіки.

Оригінальний прапор Каліфорнійської республіки.

Нижче наведено список ранніх губернаторів Каліфорнії (1769-1850), до отримання нею статусу штату. Територію, яка зараз є штатом Каліфорнія, було відкрито іспанцем Гаспаром де Портолою, який заснував колонії Сан-Дієго та Монтерей. На початку Каліфорнія була віддаленою і малонаселеною колонією Нової Іспанії. В 1822 році, коли Мексика отримала незалежність від Іспанії, Каліфорнія стала частиною Мексики.
В 1835 році переворот під лідерством Хуана Баутісти Альварадо та Хосе Кастро фактично зробив Альварадо губернатором. Конфлікт закінчився у 1838 році, коли центральний уряд Мексики визнав Альварадо губернатором Каліфорнії. Законодавчі збори (ісп. diputación) території визнали це рішення.
В 1844 році Піо Піко став останнім губернатором Мексиканської Каліфорнії. В 1846 "Революція ведмежого прапора" в місті Сонома оголосила незалежну Каліфорнійську республіку, яку також називали "Республіка ведмежого прапора". Революція не встигла поширить дуже далеко та уряд республіки так і не утворився, оскільки вже через місяць США взяли Каліфорнію під військовий захист у ході американо-мексиканської війни. В 1848 році Каліфорнія була передана Сполученим Штатам Америки, і вже 9 вересня 1850 року була прийнята 31-им штатом до Союзу. Пітер Бьорнетт, останній губернатор перехідного військового уряду, став першим губернатором штату Каліфорнія.

## Іспанська колонія (1769-1822)
Гаспар де Портола заснував перші іспанські поселення на території сучасної Каліфорнії, яка тоді називалась Верхня Каліфорнія (ісп. Alta California). Цими поселеннями були Сан-Дієго (16 липня 1769) та Монтерей (3 червня 1770). Монтерей став першою столицею колонії.
|  | 1. 1769–1770: капітан Гаспар де Портола 2. 1770–1774: полковник Педро Фаджес 3. 1774–1777: капітан Фернандо Рівера-і-Монкада 4. 1777–1782: капітан-генерал Феліпе де Неве 5. 1782–1791: полковник Педро Фаджес 6. 1791–1792: капітан Хосе Антоніо Ромеу 7. 1792–1794: капітан Хосе Хоакін де Арріллага (в.о.) 8. 1794–1800: полковник Дієго де Боріка 9. 1800: підполковник Педро де Альберні (в.о.) 10. 1800–1814: капітан Хосе Хоакін де Арріллага 11. 1814–1815: капітан Хосе Даріо Аргуелло (в.о.) 12. 1815–1822: Пабло Вісенте де Сола |

## Мексиканська територія (1822-1846)
Після того як Каліфорнія в 1822 році стала частиною незалежної Мексики, місцевий житель Луїс Аргуелло став губернатором. Перше повстання в Каліфорнії проти мексиканського правління відбулось в один рік із ухваленням мексиканської конституції — в 1824. В 1832 році губернатор Вікторіа був скинутий. Новопризначений губернатор Піо Піко стверджував що він є законним губернатором лише протягом 20 днів. Після цього, посада губернатора була з однієї точки зору вакантна, з іншої її займав Ечендіа, чия легітимність ставилась під сумнів генералом Замораною, командувачем півночі.
|  | 1. 1822–1825: капітан Луїс Антоніо Аргуелло 2. 1825–1831: підполковник Хосе Маріа де Ечендіа 3. 1831–1832: генерал Мануель Вікторіа 4. 1832: Піо Піко (легітимність під сумнівом) 5. 1832–1833: підполковник Хосе Маріа де Ечендіа 6. 1833–1835: бригадний генерал Хосе Фіґуероа 7. 1835: підполковник Хосе Кастро (в.о.) 8. 1836: підполковник Ніколас Ґутьєррес (в.о.) 9. 1836: полковник Маріано Чіко 10. 1836: підполковник Ніколас Ґутьєррес (в.о.) 11. 1836–1837: генерал Хуан Баутіста Альварадо, самопроголошений внаслідок перевороту "Президент Верхньої Каліфорнії" 12. 1837–1838: Карлос Антоніо Каррільйо сперечається із Альварадо за посаду 13. 1838–1842: призначення Альварадо перепідтверджене центральним урядом 14. 1842–1845: бригадний генерал Мануель Мічельторена 15. 1845–1846: Піо Піко |

## Захоплення Сполученими Штатами та перехідний період (1846-1850)
Під час американо-мексиканської війни, американські війська під командування Слоата, Стоктона та Керні взяли на себе цивільне управління територію. Генерал Мейсон був призначений перший військовим губернатором в 1847 році. В 1849 році Збори ратифікували нову конституцію штату і Пітер Бьорнетт був обраний губернатором. 9 вересня 1850 року Каліфорнія стала 31-им штатом США.
|  | 1. 1846: командор Джон Дрейк Слоат 2. 1846–1847: командо Роберт Стоктон 1846–1847: генерал Хосе Маріа Флорес (сперечались за посаду) 3. 1847: генерал Стівен Керні (призначений президентом) 1847: майор Джон Фремонт (засуджений за заколот) 4. 1847–1849: генерал Річард Барнс Мейсон 5. 1849: генерал Персіфор Фрейзер Сміт 6. 1849: генерал Беннет Райлі 7. 1849–1851: Пітер Хардман Бьорнетт (цивільний) |